# Josef Karel Chramosta
Josef Karel Chramosta (12. března 1829 Praha – 3. února 1895 tamtéž) byl český divadelní herec a loutkoherec, významná postava rozvoje českého divadla. Od roku 1853 působil mimo jiné jako herec v souboru vedeného Filipem Zöllnerem a Josefem Kajetánem Tylem. Roku 1862 se pak stal členem činohry pražského Prozatímního divadla, který se roku 1881 přeměnil na činohru Národního divadla.

## Život

### Mládí
Narodil se v Praze. Odešel roku 1847 k vyučení do Vídně, kde se nadchl pro divadlo. Po návratu do Prahy začal hrát se staroměstskými ochotníky.

### Prokopova společnost
Roku 1849 se stal členem nově založeného českého souboru První divadelní společnost česká pro venkov, někdy nazývaná také Národní divadlo pro venkov Josefa Aloise Prokopa kočujícího po Čechách a Moravě. Žádné takové uskupení v Rakouském císařství neexistovalo, drtivá většina divadelního života v Čechách byla soustředěna v Praze, kde beztak převažovala německá produkce. Aktivita spolku měla rovněž podnítit činnost nových českých hereckých uskupení a také příprava českého divadelního publika pro budoucí vznik kamenné budovy a stálého souboru Národního divadla. Vznik společnosti umožnily politické změny po roce 1848 a vznik první rakouské ústavy. Chramosta zde představoval zejména charakterové role milovníků.
První představení společnost sehrála 17. listopadu 1849 v Chrudimi, následně přechodně pobývala a hrála také v Litomyšli, Jaroměři, Novém Městě nad Metují, Netolicích a několika dalších sídlech ve východních, středních a jižních Čechách, nebo též roku 1852 v etnicky většinově německém Brně. Ve svých počátcích čítala na 20 herců, s postupným úpadkem společnosti se jejich počet snižoval. Členy souboru byli kromě Prokopa a Chramosty také například Josef Jelínek, Jiljí Krämer, Antonín Mušek, František Pokorný, režijně byl angažován František Josef Čížek. Společnost zde odehrála řadu repríz inscenací dramat od J. K. Tyla, dále od Václava Klimenta Klicpery, Jana Nepomuka Štěpánka (včetně jeho překladů dramat), ale též například Friedricha Schillera. Rovněž hrála též loutková představení lehčích žánrů.

### Zöllnerova společnost

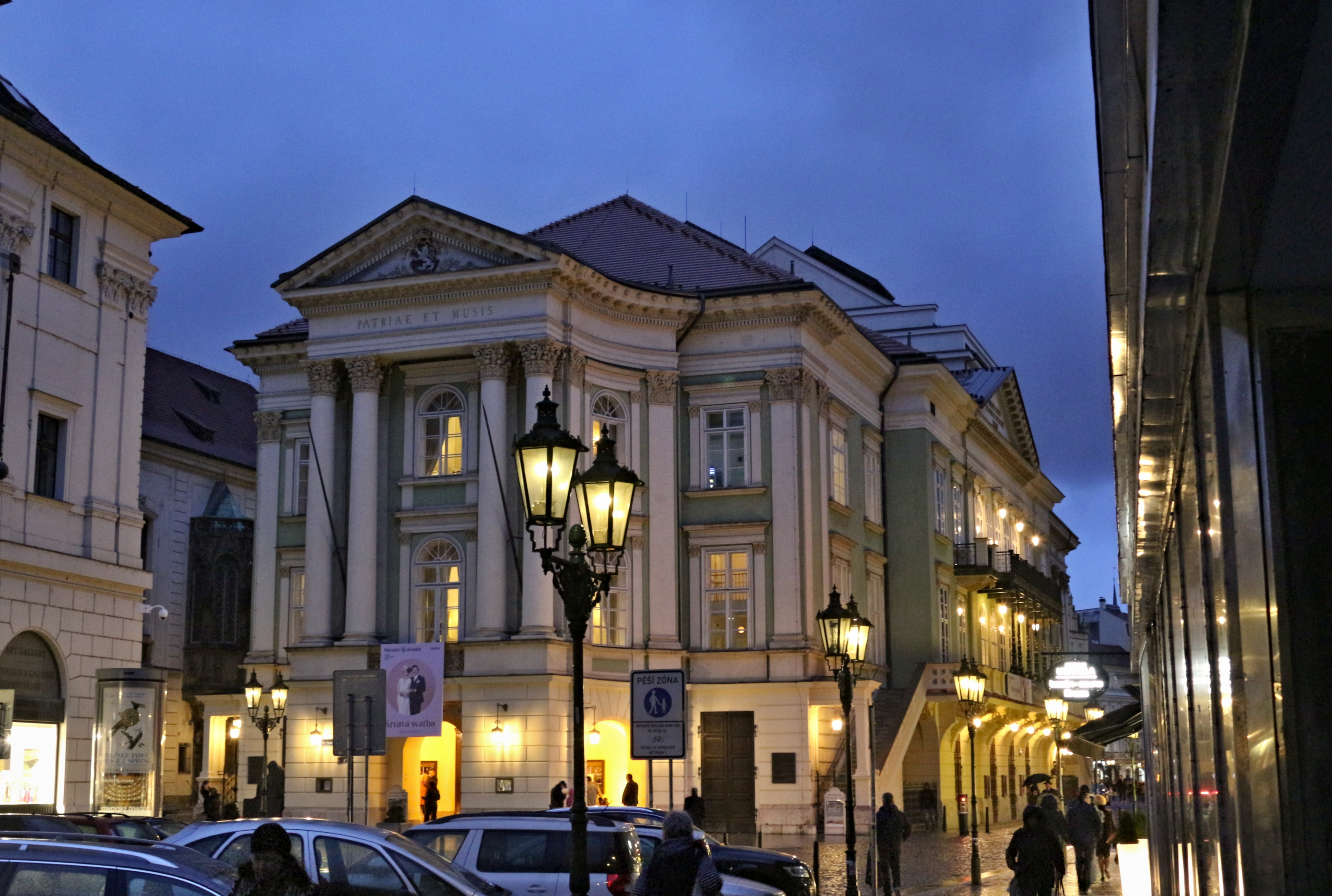
Stavovské divadlo, kde Chramosta herecky působil

V letech 1851 až 1853 až byl Chramosta členem Stavovského divadla, kde účinkoval jak v německých představeních, tak v česky hrající divadelní společnosti vedené dramatikem Josefem Kajetánem Tylem a Josefem Štanderou. Roku 1853 se přidal k Herecké společnosti Filipa Zöllnera, která se ze Stavovského divadla vyčlenila a začala naplno kočovat, hlavně s českým repertoárem. Finančně ji zajistil herec a režisér Filip Zöllner, Tyl vykonával funkci uměleckého vedoucího, Štandera zajišťoval technické a finanční vedení souboru. Členy hereckého souboru byli kromě Chramosty, Zöllnera, Tyla a Štandery (v epizodních rolích) například Magdalena Forchheimová, František Krumlovský, Anna Forchheimová-Rajská, E. Rott, Antonín Mušek, Josef Emil Kramuele, František Pokorný, později V. Svoboda, jako velmi mladý v zde působil též F. F. Šamberk, pozdější úspěšný dramatik. Roku 1853 nechal Zöllner pro svou společnost vystavět mohutnou dřevěnou divadelní arénu na Střelnici v Hradci Králové pro několik set diváků. Dramaturgie repertoáru byla orientována primárně na početné česky mluvící publikum ve městě.
Společnost odehrála řadu repríz inscenací dramat od dramaturga společnosti Tyla, dále Klicpery, Štěpánka, F. B. Mikovce, Rodericha Benedixe, ale též například Schillera. Soubor začal jako jeden z prvních nabízet profesionální představení v češtině a slavil velké komerční úspěchy. Poté od společnosti odešel a působil u německých divadel, například Badenu, Mariboru či Temešváru. Roku 1858 se Chramosta rozhodl navrátit do angažmá ve Stavovském divadle, odkud roku 1862 přešel do souboru nově otevřeného Prozatímního divadla. V zimních měsících si přivydělával jako loutkoherec kočující po jeslích.
Roku 1881 se stal členem prvního souboru Národního divadla, kde byl angažován jako aktivní herec do roku 1892. Poté zde rok působil jako šéf garderoby, následujícího roku odešel do důchodu.

### Úmrtí
Josef Karech Chramosta zemřel 3. února 1895 ve věku 65 let. Pohřben byl v hrobě na Vinohradském hřbitově.
Jeho zetěm byl sochař Franta Úprka.